# 外が浜

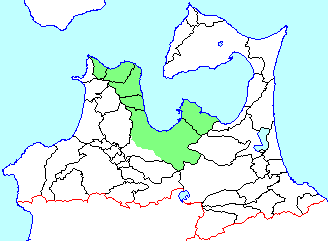
■緑 ： 外が浜

外が浜（そとがはま）または外の浜（そとのはま）は津軽半島から夏泊半島にかけて津軽海峡と陸奥湾に面した地域を指す古来の地名。青森県東津軽郡と旧浪岡町域を除く青森市に相当。中世日本では国の東端と認識され、善知鳥の伝説が知られる。率土が浜、外ヶ浜、外浜とも表す。

## 地理
地名の由来は、それまで続いていた陸地が尽きる場所、国土の終端を意味する言葉である「率土の浜（そっとのひん）」と考えられている。
概ね油川（青森市）以北を上磯、青森（青森市）以東を下磯という。上磯と下磯の接点である青森付近を合浦（がっぽ）というが、外が浜全体の異称としても用いられた。
| 地域名          | 地域名   | 地域名 | 地域名 | 範囲                                   |
| --------------- | -------- | ------ | ------ | -------------------------------------- |
| 外が浜 （合浦） |          | 北浜   | 上磯   | 竜飛（外ヶ浜町）から油川（青森市）まで |
| 外が浜 （合浦） | 東外が浜 | 東浜   | 下磯   | 青森（青森市）から狩場沢（平内町）まで |

## 歴史

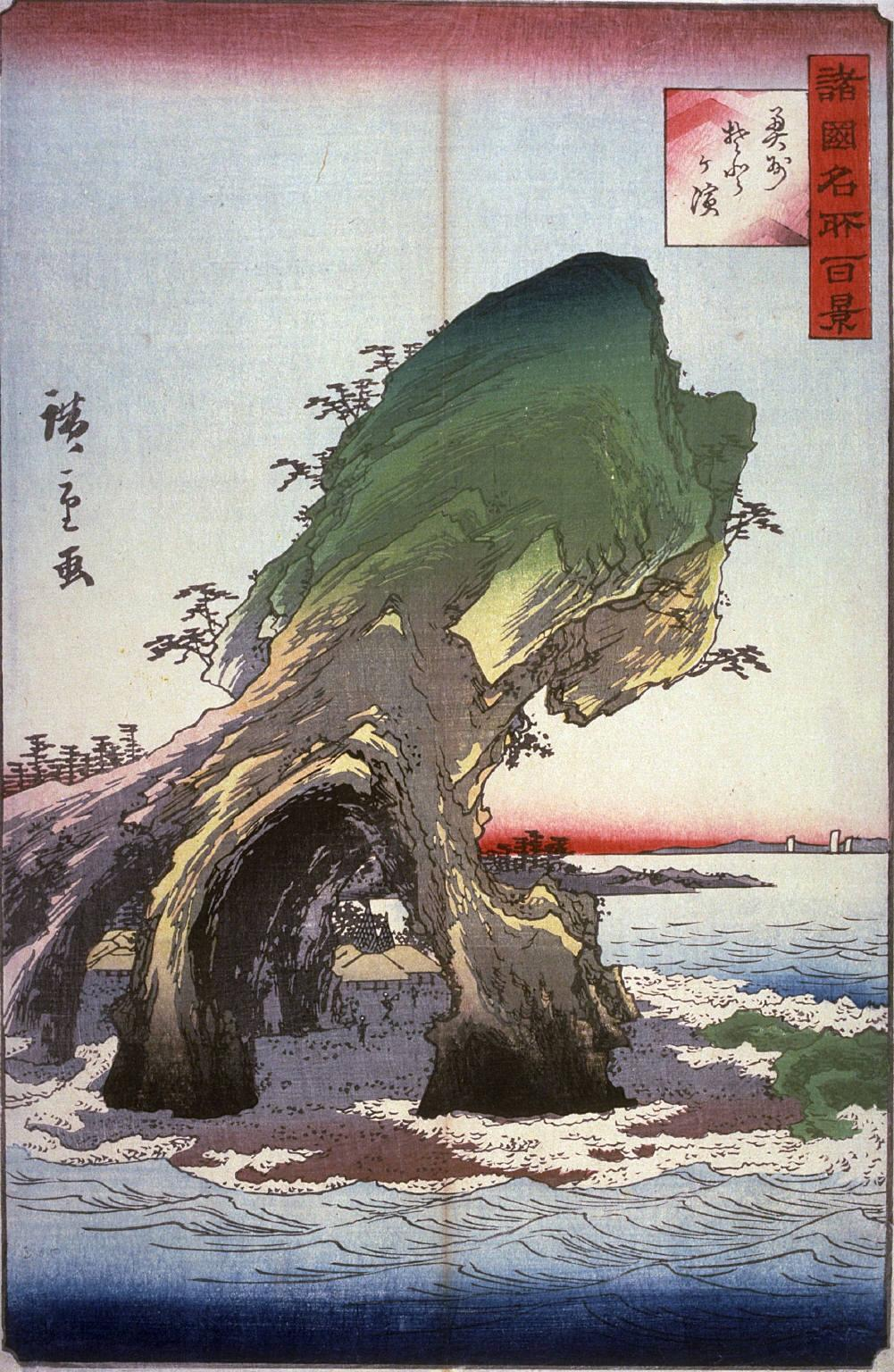
二代目 歌川広重『諸国名所百景 奥州そとが浜』（1859年・安政6年）

古くはさらに広い範囲を指して、西は津軽半島の日本海沿岸を含むとする説や東は下北半島の尻屋崎までとする説がある。
中世以来「東は奥州外浜、西は鎮西鬼界島」 （鬼界島は諸説あるが鹿児島県三島村の硫黄島とする説が有力）は日本の境界を指す慣用句であり、穢れの思想が強くなった中世においては日本と相容れない鬼（中央に同化しない蝦夷などを指す）の住まう地として解釈されることもあった。
また、歌枕の地として知られ、西行や藤原定家など多くの歌に詠まれた。
- 「みちのくの 奥ゆかしくぞ 思ほゆる 壺の石文 外の浜風」（西行）
- 「みちのくの 外が浜なる 呼子鳥 鳴くなる声は うとうやすかた」（藤原定家）

平安時代末になって国郡制が本州北端にまで及んだ段階で、津軽三郡ないし津軽四郡と称されて「津軽」の名を冠された地域は、津軽鼻和郡、津軽平賀郡、津軽田舎郡および津軽山辺郡だけであって、これらの地域には津軽半島北部は含まれておらず、外浜、西浜という特殊な地域に編成され、むしろ津軽の先に広がる渡島（わたりのしま）のうちと考えられる。
鎌倉時代には北条氏の得宗領であり津軽生え抜きの領主から地頭代官に抜擢された津軽安藤氏が支配した。鎌倉期においては夷島（えぞがしま）流刑は、いったん京都の検非違使に逮捕された強盗・海賊を関東に渡し、幕府の手で夷島（現 北海道）に流すという流刑であるが、その手前の外浜も中世の日本国の東の境界と意識され、流刑の対象地であった。『吾妻鏡』の建久4年（1193年）7月24日条には、横山時広という武士が足が9本ある異馬を引いて、将軍頼朝の前に参じたという記録があり、将軍家はこの馬を外が浜に放つように命じているなど、人間以外の存在が放逐されることもあった。
戦国時代には蠣崎氏、北畠氏、南部氏に三分され、天正13年(1585年)には津軽氏領となった。
江戸時代を通じて弘前藩領に属し、藩の行政単位として北部に「外浜上磯遣」が、南部に「外浜下磯遣」が置かれた。北部の津軽海峡に面した地域には寛文9年（1669年）の頃、推定で約200人のアイヌ民族が住んでいたが、宝暦6年（1756年藩士乳井貢らによる）と文化6年（1809年）の2度にわたって和人として人別帳に載せる弘前藩の同化政策によって消滅した。
江戸時代には、民俗学者菅江真澄によって、選れた旅行記であり、貴重な民俗資料でもある「外が浜づたい」「外が浜風」「外浜見聞」(平凡社ライブラリー『菅江真澄遊覧記』1 - 3所収)が出された。
2004年11月、東津軽郡蟹田町、平舘村、三厩村の合併後の町名が「外ヶ浜町」に決定した。